# Sant Esteve d'Ordal
Sant Esteve d'Ordal és l'església del poble d'Ordal, al nord del municipi de Subirats (Alt Penedès) inclosa a l'Inventari del Patrimoni Arquitectònic de Catalunya. El seu patró és Esteve màrtir, el mateix que el del poble, fet al qual se li atribueix com a protector de les pedregades i malures per la vinya.
Va ser construïda l'any 1900, ja que l'antiga església de Sant Sebastià d'Ordal antigament anomenada de Sant Esteve, estava en un mal estat, fou així com Mossèn Isidre Solsona plantejà al poble la construcció d'una nova església.
Sant Esteve d'Ordal té la consideració de parroquial des de l'any 1963. Abans, des de 1867, era una tinença parroquial. El temple actual, de tres naus amb la capçalera recta, va ser projectat per l'arquitecte Eugeni Campllonch l'any 1900 i les obres s'iniciaren l'any següent però les obres es van aturar i no es reprengueren fins a l'any 1927. Un any després el temple s'obria al culte. La façana, neogòtica, va ser refeta l'any 1963.
A la Capella de la Mare de Déu de la Fontsanta s'hi veneren les restes dels beats Josep Casas Ros, seminarista i del seu cosí carmelita, Fra Joaquim de Sant Josep.
Els dies 26 de desembre (festivitat de Sant Esteve màrtir) i el primer diumenge d'agost durant l'ofici solemne de festa major (festivitat de la troballa de les reliquies de Sant Esteve) és fa la cantada de goig i llaor cap a Sant Esteve.

## Descripció
És una església situada dins el nucli d'Ordal. Aquest edifici presenta la façana principal amb tres finestres que acaben en un arc apuntat pròpies de l'estil neogòtic, i dos medallons als extrems de la part inferior de la construcció cultual. L'entrada principal de l'església destaca, ja que és força monumental, i està formada per tres arquivoltes acabades en dues columnetes a cada banda que descansen sobre les impostes. L'edifici està coronat per una petita estructura quadrangular on hi resideix un òcul amb el campanar d'un sol ull de bou, i coronat per una creu.